# Rangsi (Rukum)
Pour les articles homonymes, voir Rangsi.
Rangsi (en népalais : राङ्सी) est un comité de développement villageois du Népal situé dans le district de Rukum. Au recensement de 2011, il comptait 2 098 habitants.